# Trans Europa Express (canción)
«Trans Europa Express» es una canción por la banda alemana Kraftwerk. La canción fue publicada como el sencillo principal de su sexto álbum de estudio del mismo nombre en 1977. La música fue compuesta por Ralf Hütter, mientras que las letras fueron escritas por Emil Schult y Hütter. La canción es aparentemente sobre el sistema ferroviario Trans Europ Express. 
Desde entonces, la pista ha encontrado una mayor influencia, tanto en el hip hop por la interpolación de Afrika Bambaataa (a través de Arthur Baker) en «Planet Rock», la cual ha sido remezclada por diferentes artistas, tales como Paul Oakenfold para la banda sonora de Swordfish.

## Rendimiento comercial
«Trans Europa Express» fue publicada como sencillo el 12 de septiembre de 1977, y alcanzó la posición #67 en el Billboard Hot 100 de los Estados Unidos. La canción también fue un éxito comercial en Francia, donde alcanzó el puesto #1.

## Música y letra
Las letras de la canción hacen referencia al álbum Station to Station y a su encuentro con Iggy Pop y David Bowie. Hütter y Schneider se habían reunido previamente con Bowie en Alemania y se sintieron halagados con la atención que recibieron de él. Ralf Hütter estaba interesado en el trabajo de Bowie ya que había estado trabajando con Iggy Pop, quien era el ex vocalista de The Stooges, una de las bandas favoritas de Hütter.

## Versiones en vivo
- Una versión en vivo del suite «Trans Europa Express / Abzug / Metal on Metal», grabada en el Riga Olimpiska Hall en 2004, fue incluida en el álbum Minimum-Maximum.[6]

## Lista de canciones

### 7" vinyl
1. «Trans Europa Express» – 3:56
2. «Franz Schubert» – 3:25

### 12" vinyl
1. «Trans Europa Express» – 6:35
2. «Metal on Metal» – 6:31

### CD single
1. «Trans Europa Express» (album version) – 6:35
2. «Trans Europa Express» (single version) – 3:56
3. «Les Mannequins» – 6:04
4. «Showroom Dummies» – 6:02

## Posicionamiento
| Gráfica (1977–78)                  | Pico de posición |
| ---------------------------------- | ---------------- |
| Bélgica (Flandes) (Ultratop 50)    | 26               |
| Canadá (RPM Top Singles)           | 96               |
| Francia (SNEP)                     | 1                |
| Suecia (Sverigetopplistan)         | 15               |
| Estados Unidos (Billboard Hot 100) | 67               |